# Železniška postaja Loka
Železniška postaja Loka je ena izmed železniških postaj v Sloveniji, ki oskrbuje bližnji naselji Loka pri Zidanem Mostu in Račica.